# 若松半島
若松半島（わかまつはんとう）は福岡県北部、響灘と洞海湾に囲まれた半島。半島北部は響灘に面し、半島南部は洞海湾に面する。洞海湾の埋め立てにより一見半島だと分かりにくくなっているが、3方位を海に囲まれており、半島の定義を満たす地形になっている。行政上では半島の殆どが北九州市若松区に属する。

## 地形
石峰山（標高302.6m）を中心とした山地が半島中央に位置し、平地は少なく、半島西部は丘陵が広がっている。近代以後の埋め立てにより、洞海湾沿岸ならびに響灘東部沿岸は工業地として利用されている。若松市街地は市営若戸渡船および若戸大橋により北九州市戸畑区と結ばれており、戸畑区との結びつきが強い。

## 自然
響灘西部沿岸は自然の海岸が残っており、海水浴やマリンレジャー等に利用されている。高塔山周辺は公園として整備されており、標高124mの山頂付近は展望台になっているため、洞海湾周辺が一望できる。中央に位置する頓田貯水池に隣接して響灘緑地・グリーンパークがあり、自然や動物とのふれあいができる。

## 歴史
若松半島はその地形を活かした港と共に発展してきた。若松が大きく発展した契機となったのは、筑豊興業鉄道（現・筑豊本線）の開通ならびに若松港の整備により、筑豊炭田の石炭積出港としての地位を築いたことによる。
主な供給先であった八幡製鐵所に近いことも有利に働いた。
その後、1960年代のエネルギー革命により、その使命を終え、若松はその地形ゆえ発展から大きく取り残された。しかし、近年埋め立てにより響灘工業団地が整備され、北九州エコタウンや企業の工場進出により、再び活況を取り戻す兆しが現れつつある。

## ひびきコンテナターミナル
北九州港の国際競争力向上を目的に、アジア - 北米路線が日本海経由になっていることに着目し、大型コンテナ船が接岸可能な大水深の港およびコンテナターミナルを整備した。